# Episodi di The Beverly Hillbillies (sesta stagione)
La sesta stagione della serie televisiva The Beverly Hillbillies è stata trasmessa in anteprima negli Stati Uniti d'America dalla CBS tra il 6 settembre 1967 e il 3 aprile 1968.
| nº | Titolo originale             | Titolo italiano                | Prima TV USA      | Prima TV Italia |
| -- | ---------------------------- | ------------------------------ | ----------------- | --------------- |
| 1  | Jed Inherits a Castle        | Jed eredita un castello        | 6 settembre 1967  |                 |
| 2  | The Clampetts in London      | Viaggio a Londra               | 13 settembre 1967 |                 |
| 3  | Clampett Castle              | Il castello dei Clampett       | 20 settembre 1967 |                 |
| 4  | Robin Hood of Griffith Park  | Jethro come Robin Hood         | 27 settembre 1967 |                 |
| 5  | Robin Hood and the Sheriff   | Robin Hood e lo sceriffo       | 4 ottobre 1967    |                 |
| 6  | Greetings from the President | Saluti dal Presidente          | 11 ottobre 1967   |                 |
| 7  | The Army Game                | Jethro fa il soldato           | 18 ottobre 1967   |                 |
| 8  | Mr. Universe Muscles In      | Arriva Mister Universo         | 25 ottobre 1967   |                 |
| 9  | A Plot for Granny            | Un terreno per nonna           | 1º novembre 1967  |                 |
| 10 | The Social Climbers          | L'arrampicatrice sociale       | 8 novembre 1967   |                 |
| 11 | Jethro's Military Career     | La carriera militare di Jethro | 15 novembre 1967  |                 |
| 12 | The Reserve Program          | La guerra di secessione        | 22 novembre 1967  |                 |
| 13 | The South Rises Again        | Il sud insorge di nuovo        | 29 novembre 1967  |                 |
| 14 | Jethro in the Reserves       | Jethro si arruola              | 6 dicembre 1967   |                 |
| 15 | Cimarron Drip                | Ansia di recitare              | 13 dicembre 1967  |                 |
| 16 | Corn Pone Picassos           | La meravigliosa scultura       | 20 dicembre 1967  |                 |
| 17 | The Clampetts Play Cupid     | I Clampett guidano Cupido      | 27 dicembre 1967  |                 |
| 18 | The Housekeeper              | La domestica                   | 3 gennaio 1968    |                 |
| 19 | The Diner                    | Stomaco felice                 | 10 gennaio 1968   |                 |
| 20 | Topless Anyone?              | Una coppia di campagnoli       | 17 gennaio 1968   |                 |
| 21 | The Great Snow               | La grande nevicata             | 24 gennaio 1968   |                 |
| 22 | The Rass'lin Clampetts       | I nervi di mezz'inverno        | 31 gennaio 1968   |                 |
| 23 | The Great Tag-Team Match     |                                | 7 febbraio 1968   |                 |
| 24 | Jethro Proposes              |                                | 21 febbraio 1968  |                 |
| 25 | The Clampetts Fiddle Around  | Non fermate la musica          | 21 febbraio 1968  |                 |
| 26 | The Soap Opera               | Lo sceneggiato                 | 6 marzo 1968      |                 |
| 27 | Dog Days                     | Vita da cani                   | 13 marzo 1968     |                 |
| 28 | The Crystal Gazers           | Una palla di finto cristallo   | 20 marzo 1968     |                 |
| 29 | From Rags to Riches          | Ciak... si gira!               | 27 marzo 1968     |                 |
| 30 | Cousin Roy                   | Martha la megera               | 3 aprile 1968     |                 |